# ハッピーセット
ハッピーセットは、ハンバーガー店・マクドナルドが販売しているセット商品である。英語圏ではHappy Meal（ハッピー ミール）と称され、1979年から登場した。

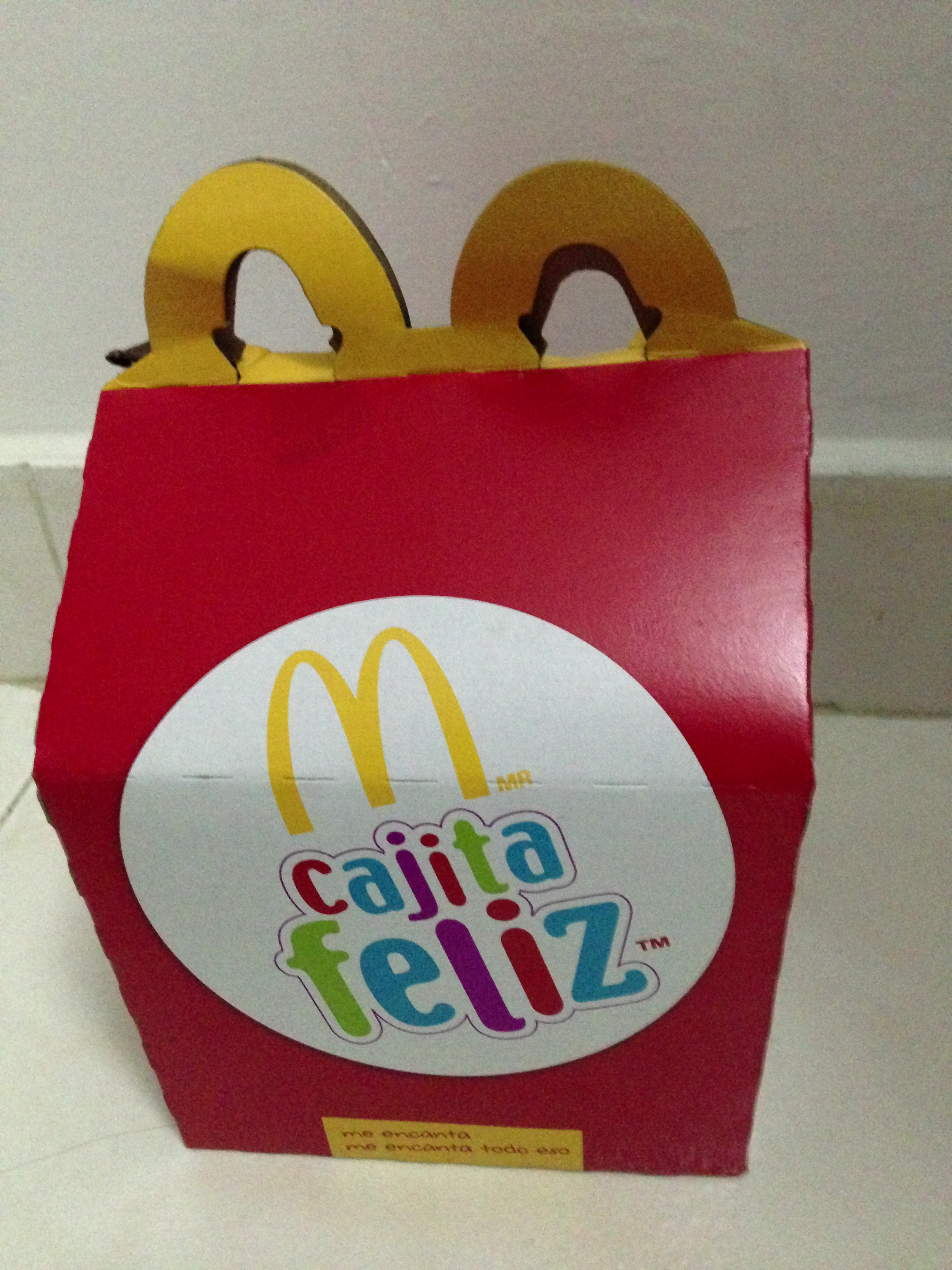
ラテンアメリカのスペイン語圏におけるハッピーセットの外箱

日本では1987年10月から「お子さまセット」として登場し、1995年6月から「ハッピーセット」となった。子供を対象にしているが、子供のみならず幅広い年代層の人気を集めている。本稿では日本マクドナルドの「ハッピーセット」について記述する。

## 概要
一般レストランのお子様ランチに相当するセットメニューであり、最初は「お子さまセット」という名前だった。玩具（キャラクターグッズ、日本では2018年から代わりに本（絵本または図鑑を選択可能）、後述）におまけであるハンバーガーやチキンマックナゲットなどとドリンクやサイドメニューをセットにした商品である。ハンバーガーなどのおまけは食べることもできる。ドリンクやポテトはすべて一番小さいSサイズであり、朝マックやクーポン券限定のメニューもある。購入に際しては特に年齢制限がないため、大人でも購入することが可能となっている。一方、
2024年に展開された『星のカービィ』のように、保護者とみられる客が複数個購入したことが問題視された例もあった。
チャリティーであるドナルド・マクドナルド・ハウスへの協力の一環として、2005年以降は1セットにつき1円の寄付がおこなわれ、2017年以降は「マックハッピーデー」に1セットにつき50円の寄付がおこなわれている。
2007年には、日本マクドナルドでの年間販売個数が史上初めて1億個を突破した。
2008年12月20日には、「ポケモン『ぴかポケ』」の販売個数が日本マクドナルドでの1日間の販売個数としては最多となる122万1151個を達成した。
元々ハッピーセットは親子の団欒を提供するという発想から誕生したものであり、親子の会話が弾むネタを探すうちに、保護者が幼少期に親しんでいたテレビアニメの復刻版や誰もが参加できるような音楽やスポーツが題材となった。2010年の時点では、年間17から18程度のプログラム（1プログラムにつき3週間）が用意されていた。
また、玩具の安全基準は独自のものが採用されており、分解できないようになっている
2010年から登場したプラレールと2014年から登場したトミカは毎年発売されるほど人気が高く、2015年以降は、毎年春にトミカ、毎年秋にプラレールが発売されるのが恒例となっている。玩具の多くは男児向きと女児向きに分けられていたが、2021年5月から性別による区分けを廃止し、「かっこいい系」「かわいい系」に変更された。マクドナルドはニュースサイト「ねとらぼ」による2024年の記事の中で「お子様が好きなものを選び、遊びから興味関心や学びにつながることがあれば嬉しいという気持ちで、変更することに至りました」と答えており、CMにおいても男女双方の子役の俳優を起用したと述べている。この記事の中で、マクドナルドはデータはないとしつつも、子どもたちが自分の好きなおもちゃを自由に選んでくれていると述べている。また、同様の理由から「ユニバーサル・スタジオ・ジャパン オールスターズ」や「ポケモン」などタイプ区別のない玩具も展開している。
2022年1月7日販売分より、玩具の開発において、幼児の発達支援の専門家である沢井佳子（日本こども成育協会理事、チャイルド・ラボ所長）が監修に関わるようになった。

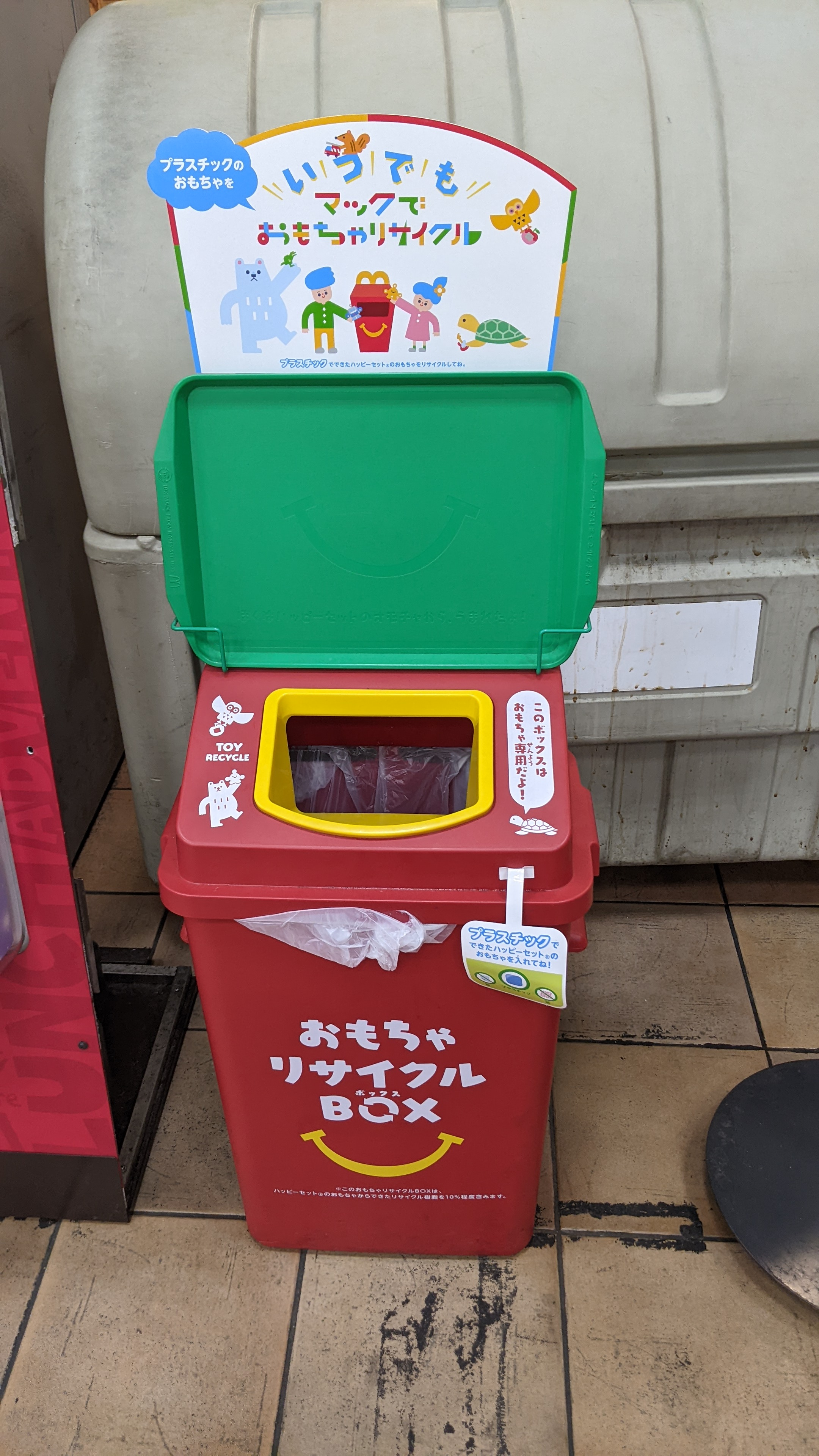
玩具の回収箱。なお、箱の中の玩具の持ち去りは禁じられている。

また、2018年2月23日～5月6日には玩具を回収してトレーとしてリサイクルする「ハッピーりぼーん」プロジェクトが展開された。2020年は春休みなど、子どもの長期休暇に合わせて同様の施策が取られた。そして、2021年からは通年の施策となった。
2021年9月下旬、アメリカのマクドナルドの方針に沿う形で、日本マクドナルドは2025年末までにすべてのハッピーセットの玩具をプラスチックから持続可能な素材に切り替える方針を立てた。

## 登場キャラクターの変移
日本では、1987年10月に初めて登場した際のおまけの玩具はダイヤブロックである。それ以降はアメリカと連携を取りながら、ドナルドをはじめとするオリジナルキャラクターが登場する。1990年代以降はオリジナルキャラクターだけでなく、ディズニー作品のキャラクターのように人気のあるキャラクターが登場するようになる。1998年の『ムーラン』で初めて全世界でのプロモーションが展開された。
2001年12月に登場したポケットモンスターシリーズを皮切りに、国外のキャラクターに代わって、日本製キャラクターが多く起用されるようになった一方で、ディズニーキャラクターが起用されなくなった。これは、マクドナルドが子供に対して高カロリーのファーストフードを販売しているという批判が近年になってアメリカで巻き起こり、イメージの悪化を恐れたディズニー側が契約更新を打ち切り、全世界でディズニーキャラクターの使用を拒否したからである。ディズニーとの関係は2018年に栄養バランスの改善によって再開された。
日本のキャラクターが全世界のハッピーセットに採用される場合もあり、たとえば『ハローキティ』は日・欧・米で別々の企画が実施された。このような企画は日本とそれ以外の地域で展開する時期がずれやすく、たとえば『ドラえもん』の場合、韓国などでは映画版が1年遅れで上映されることから日本のハッピーセットにあるような映画版のキャラクターやひみつ道具などが使えないため、内容を変更して展開されることが多い。また、日本国外のみで展開された例もあり、たとえば『遊☆戯☆王デュエルモンスターズ』とサンリオキャラクターのコラボレーションは、2024年3月にベルギーのマクドナルドで展開されたのち、カナダや韓国でも展開された。
オリジナルキャラクターは2003年頃からあまり登場しなくなったが、公式には今後も登場する可能性はあると回答されている。一方、キャラクターではなくマクドナルドそのものをモチーフとした例もあった。たとえば2019年に展開された「なりきりマクドナルド」は子どもたちがマクドナルドの従業員になりきることができる点が評判を呼び、2021年と2023年にも展開された。他方、既存キャラクターにマクドナルドの要素を加えた例もあった。たとえば『鬼滅の刃』とのコラボレーション（2021年3月）や、『ちいかわ』とのコラボレーション（2024年8月に）においては、いずれもマクドナルドの従業員の制服を着たキャラクターをあしらったシールが提供された。

## 商品化されたキャラクター

### マクドナルドオリジナル商品
- ドナルド・マクドナルドほかマクドナルドランドキャラクター商品
- へんしんマックロボ （1988年）
- ニューへんしんマックロボ （1989年）
- へんしんマックかいじゅう （1992年）
- マックうきうきバンド（1992年）[31]
- マック・デジ[32]
- ビート・スター[33]
- ワンダービークル[34]
- スマイルポンプ （2010年8月）[35]
- おかしの国 （2011年4月）[36]
- マック・デジ・アニマル （2011年7月）[37]

### 日本国内作品
- アイカツ![38]
  - アイカツスターズ!
- アニア (フィギュア)[39]
- アストロボーイ・鉄腕アトム
- idog[40]
- イナズマイレブンGO
- ウルトラシリーズ
  - ウルトラマンギンガ
  - ウルトラマン[41][38]
- おかあさんといっしょ
  - ガラピコぷ〜
- おしりたんてい
- おじゃる丸
- オシャレ魔女♥ラブandベリー
- 仮面ライダーシリーズ
  - 仮面ライダーバトル ガンバライド
  - 仮面ライダーバトル ガンバライジング[42]
  - 仮面ライダーW
  - 仮面ライダーオーズ/OOO[36]
  - 仮面ライダーフォーゼ
  - 仮面ライダーウィザード
  - 仮面ライダー鎧武/ガイム
  - 仮面ライダードライブ
  - 仮面ライダーゴースト
  - 仮面ライダーエグゼイド
  - 仮面ライダービルド
  - 仮面ライダージオウ
  - 仮面ライダーゼロワン
- ガールズ×戦士シリーズ
  - ポリス×戦士 ラブパトリーナ!
- ガンダムシリーズ
  - ガンダムトライエイジ
- 鬼滅の刃[19]
- キラキラハッピー★ ひらけ!ここたま
- きらりん☆レボリューション
  - きらりん☆ミルフィーカード
- くまのがっこう
- クレヨンしんちゃん
- クラッシュギアNitro
- ゲゲゲの鬼太郎 (第5期)
- ケロロ軍曹
- 甲虫王者ムシキング
- こえだちゃん[14]
- 古代王者恐竜キング
- こどもちゃれんじ
  - しまじろう[43]
- 金色のガッシュベル!!
- THE DOG（英語版）[44]
- サンエックスキャラクター
  - リラックマ
  - すみっコぐらし[45]
- サンリオ
  - ハローキティ
  - ザ ラナバウツ
  - しんかんせん
  - シナモロール
  - ウサハナ
  - シュガーバニーズ
  - ジュエルペット
  - いちご新聞
  - マイメロディ
  - ぼんぼんりぼん
  - リトルツインスターズ
  - ポムポムプリン
  - ぐでたま
- ジュニアシティ
  - エンジェルブルー
  - メゾピアノ
- シルバニアファミリー
- 新幹線変形ロボ シンカリオンZ
- スーパー戦隊シリーズ
  - スーパー戦隊バトル ダイスオー
  - 海賊戦隊ゴーカイジャー
  - 特命戦隊ゴーバスターズ
  - 獣電戦隊キョウリュウジャー
  - 烈車戦隊トッキュウジャー
  - 手裏剣戦隊ニンニンジャー
  - 動物戦隊ジュウオウジャー
  - 宇宙戦隊キュウレンジャー
  - 快盗戦隊ルパンレンジャーVS警察戦隊パトレンジャー
  - 騎士竜戦隊リュウソウジャー[46]
- スーパーマリオシリーズ
  - マリオカート8
- スナックワールド
- SPY×FAMILY
- スプラトゥーン2
- ぜんまいざむらい
- ソニック・ザ・ヘッジホッグ[注釈 2]
- 太鼓の達人
- たべっ子どうぶつ
- たまごっち
  - たまごっち!（テレビアニメ版）
- ちいかわ
- ちびまる子ちゃん
- 超速変形ジャイロゼッター
- チョロQ
- デジモンクロスウォーズ
- 出ましたっ!パワパフガールズZ
- デュエル・マスターズ
- 特捜合体ロボジョブレイバー
- とっとこハム太郎
- トミカ
- トランスフォーマーシリーズ[48][49][50]
- ドラゴンボールシリーズ
  - ドラゴンボール 最強への道
  - ドラゴンボールZ
  - ドラゴンボール改
  - ドラゴンボール超
  - ドラゴンボールヒーローズ
- ドラえもん
  - 映画ドラえもん
- ドンキーコング （テレビアニメ版）
- NARUTO -ナルト-
  - NARUTO -ナルト- 疾風伝
- 爆丸
- はなかっぱ
- はらぺこあおむし
- ブーブ
- ふなっしー（千葉県船橋市非公認キャラクター）
- プラレール
- プリキュアシリーズ（デリシャスパーティ♡プリキュアを除く）
  - ふたりはプリキュア Max Heart
  - ふたりはプリキュア Splash Star
  - プリキュアデータカードダスシリーズ
  - Yes!プリキュア5
  - Yes!プリキュア5GoGo![51]
  - フレッシュプリキュア!
  - ハートキャッチプリキュア!
  - スイートプリキュア♪
  - スマイルプリキュア!
  - ドキドキ!プリキュア
  - ハピネスチャージプリキュア!
  - Go!プリンセスプリキュア
  - 魔法つかいプリキュア!
  - キラキラ☆プリキュアアラモード
  - HUGっと!プリキュア
  - スター☆トゥインクルプリキュア[46]
  - ヒーリングっど♥プリキュア
  - トロピカル〜ジュ!プリキュア[41][52][19]
  - ひろがるスカイ!プリキュア
  - わんだふるぷりきゅあ![53]
- プリティーリズムシリーズ
  - プリティーリズム・オーロラドリーム
  - プリティーリズム・レインボーライブ
- プリパラ
- BLUE DRAGON
- プレイステーション（サルゲッチュ、パラッパラッパー、どこでもいっしょ、ファイナルファンタジー）
- ポケットモンスターシリーズ - 2001年12月から登場。
  - 劇場版ポケットモンスター
  - ポケモンカードゲーム
  - ポケモンバトリオ
  - ポケモントレッタ
  - ポケモンメザスタ
- 星のカービィシリーズ[54]
- ポチっと発明 ピカちんキット
- 名探偵コナン
- メジャー
- メルちゃん
- もじバケる
- ヤッターマン
- 夢色パティシエール
- 妖怪ウォッチ
  - 妖怪ウォッチ ともだちウキウキペディア
  - 妖怪ウォッチ ウキウキペディアドリーム
- リカちゃん
- リルぷりっ
- ルービックキューブ
- ロックマンシリーズ
  - ロックマンエグゼStream
  - 流星のロックマン
- わがまま☆フェアリー ミルモでポン!
- ONE PIECE

### 外国作品
- アイス・エイジ3/ティラノのおとしもの
- アバター
- アメイジング・スパイダーマン
- アメイジング・スパイダーマン2
- イルミネーション製作作品
  - 怪盗グルー2
  - ミニオンズ[45]
  - ペット[45]
  - 怪盗グルー3
  - ペット2
  - ミニオンズ フィーバー
  - ザ・スーパーマリオブラザーズ・ムービー
- おさるのジョージ
- きかんしゃトーマス
- スター・ウォーズ/クローン・ウォーズ
- スポンジ・ボブ
- スマーフ2 アイドル救出大作戦!
- Ty[55]
- ディズニー作品
  - ミッキー&フレンズ
  - ミッキーのクリスマスの贈りもの
  - ミッキーのマジカル・クリスマス/雪の日のゆかいなパーティー
  - くまのプーさん
  - 白雪姫
  - わんわん物語
  - 美女と野獣
  - アラジン
  - ライオン・キング
  - ターザン
  - アトランティス 失われた帝国
  - ピーター・パン2 ネバーランドの秘密
  - キム・ポッシブル
  - リロ・アンド・スティッチ
  - トレジャー・プラネット
  - ブラザー・ベア
  - チキン・リトル
  - ライアンを探せ!
- ピクサー作品
  - トイ・ストーリー
  - バグズ・ライフ
  - トイ・ストーリー2
  - モンスターズ・インク
  - ファインディング・ニモ
  - Mr.インクレディブル
  - カーズ
- ドリームワークス製作作品
  - シュレック3
  - ビー・ムービー
  - マダガスカル2
  - モンスターVSエイリアン
  - シュレック フォーエバー
  - カンフー・パンダ2
  - マダガスカル3
- トランスフォーマー/ダークサイド・ムーン
- バービー
- ハッピー フィート2 踊るペンギンレスキュー隊
- ピーナッツ
  - スヌーピー - 日本では「お子さまセット」時代の1991年に初起用[56]。
  - I LOVE スヌーピー THE PEANUTS MOVIE
- ひつじのショーン
- ファービー
- ムーミン
- パディントンのぼうけん
- パウ・パトロール[注釈 3]
- ワーナー・ブラザース製作作品
  - トムとジェリー
  - ルーニー・テューンズ・ショー
  - マインクラフト/ザ・ムービー

### 日本国外のみ展開された日本国内作品
- 遊☆戯☆王デュエルモンスターズ[24][23][25][26]
- ソニックX

### 日本国外のみ展開された海外作品
- アイス・エイジ4/パイレーツ大冒険
- アイス・エイジ5/止めろ! 惑星大衝突
- アルビン2 シマリス3兄弟 vs. 3姉妹
- アルビン3 シマリスたちの大冒険
- アングリーバード
- イルミネーション製作作品
  - SING/シング
  - SING/シング: ネクストステージ
- イローナ・ミトルセー
- おしゃべりトモダチ・フィジット（英語版）
- カルマのラップ・ワールド（英語版）
- ケアベア
- ジム・ヘンソン作品
  - セサミストリート
  - フラグルロック
- スターウォーズシリーズ
- ストロベリー・ショートケーキ
- スポンジ・ボブ 海のみんなが世界を救Woo!
- スマーフ
- スマーフ スマーフェットと秘密の大冒険
- Zoobles!
- ソニック・ザ・ムービー/ソニック VS ナックルズ
- ソニック×シャドウ TOKYO MISSION
- タイニープラネット
- 楽しいダックタウン
- ディズニー作品
  - ピノキオ
  - ダンボ
  - バンビ
  - シンデレラ
  - ふしぎの国のアリス
  - ピーター・パン
  - 眠れる森の美女
  - ジャングル・ブック
  - ジャングル・ブック2
  - ロビン・フッド
  - リトル・マーメイド
  - ポカホンタス
  - ノートルダムの鐘
  - 101
  - ヘラクレス
  - フラバー
  - ムーラン
  - ライオン・キング2 シンバズ・プライド
  - GO!GO!ガジェット
  - ティガー・ムービー プーさんの贈りもの
  - 102
  - ダイナソー
  - リトル・マーメイドII Return to The Sea
  - ハウス・オブ・マウス
  - ザ・ブック・オブ・プー
  - くまのプーさん 完全保存版II ピグレット・ムービー
  - リロ・アンド・スティッチ ザ・シリーズ
  - リジー&Lizzie
  - ライオン・キング3 ハクナ・マタタ
  - ウィッチ -W.I.T.C.H.-
  - アナと雪の女王2
  - ライオン・キング
  - ディズニープリンセス
  - ラーヤと龍の王国
  - ミラベルと魔法だらけの家
  - リトル・マーメイド
- ピクサー作品
  - トイ・ストーリー4
  - 2分の1の魔法
  - ソウルフル・ワールド
  - あの夏のルカ
  - マイ・エレメント
- ドリームワークス製作作品
  - マウス・タウン ロディとリタの大冒険
  - カンフー・パンダ
  - ヒックとドラゴン
  - メガマインド
  - ガーディアンズ 伝説の勇者たち
  - クルードさんちのはじめての冒険
  - 天才犬ピーボ博士のタイムトラベル
  - ヒックとドラゴン2
  - ペンギンズ FROM マダガスカル ザ・ムービー
  - ホーム 宇宙人ブーヴのゆかいな大冒険
  - カンフー・パンダ3
  - トロールズ
  - スピリット: 自由に駆け抜けて（英語版）
  - トロールズ ミュージック★パワー[58]
- ノック! ノック! ようこそベアーハウス
- ノディ
- パワーレンジャー
- ビルとベン（英語版）
- フィッシャープライス
- ブラッツ
- ブルー 初めての空へ
- プッカ
- プレイ・ドー（英語版）
- ホットウィール
- マーベル作品
  - エターナルズ
  - ブラックパンサー/ワカンダ・フォーエバー
- プリシラ・ベッティ（フランス語版）
- モンスター・ホテル
- ワーナー・ブラザース製作作品
  - パワーパフガールズ
  - フォスターズ・ホーム
  - レゴ ムービー 2
- マイリトルポニー
- マイシーン（英語版）
- リトレスト・ペットショップ（英語版）
- Winx Club

## ほんのハッピーセット
2018年7月20日からは日本において、おまけとして玩具の代わりに絵本（著名絵本作家による描きおろし作品、もしくは劇場公開映画の絵本もしくは既存の絵本・児童書のハッピーセット書下ろしの絵本）・ミニ図鑑（小学館『小学館の図鑑NEO』をベースにした編集版）を提供する『ほんのハッピーセット』を開始した。
読み聞かせなどふれあいの場を作るという目的があり、絵本は子どもの心の成長を促すため、図鑑は知的好奇心を掻き立てるためという観点から、1冊ずつの提供となっており、いずれも子どもが一人で読める長さである。
マクドナルドはキャラクターニュースサイト「Dtimes」とのインタビューの中で、作家には「道徳心」や「多様性を認める心」、「想像力を育てる」といった内容を盛り込んでほしいと伝えている一方、最終的な内容は作家に任せていると話している。
発売開始から1年間で配布数は1000万冊を超えた。また、マクドナルドによると、消費者から「子どもがマクドナルドの本で読書に親しみ、書店で本を購入した」という声も寄せられたという。
2020年3月20日開始の第十弾からは絵本にパズル、図鑑にシールが付属するようリニューアルされた。
2024年11月15日の『深海のサバイバル 特別編』からはラインナップに漫画が加わり、今後は不定期で展開する予定である。
また、2024年11月30日からは絵本のコンクール「ハッピーえほん大賞」が開かれる。この部門は一般部門と子ども部門があり、一般部門でグランプリを受賞した作品は2026年冬の「ほんのハッピーセット」に採用される予定である。
| 通番 | 絵本                                                                                | 図鑑                                                         | 提供時期     | 備考 | 脚注          |
| ---- | ----------------------------------------------------------------------------------- | ------------------------------------------------------------ | ------------ | --- | ------------- |
| 1    | - きもちのかたち - （新井洋行）                                                     | 動物（ネコの仲間）                                           | 2018.07.20-  | | [ 61 ]        |
| 2    | - ねんねこ - （ザ・キャビンカンパニー）                                             | 動物（イヌの仲間）                                           | 2018.08.31-  | 『ねんねこ』はのちに書籍化された（小学館、ISBN 9784097250753 ）                                                                                                 | [ 69 ] [ 70 ] |
| 3    | - ふしぎのもり - （かとーゆーこ）                                                   | 魚（うみの魚）                                               | 2018.10.19-  | | [ 71 ]        |
| 4    | - ワニくんのながいかお - （カワダクニコ）                                           | 危険生物（サメなどの仲間）                                   | 2018.12.21-  | | [ 72 ]        |
| 5    | - すてきなぼうし - （おばたゆうき）                                                 | 人間（体の不思議）                                           | 2019.02.08-  | | [ 73 ]        |
| 6    | - ラッキーカレー - （シゲタサヤカ）                                                 | 宇宙（太陽系の仲間）                                         | 2019.04.12-  | | [ 74 ]        |
| 7    | - まよなかのくつやさん - （齋藤槙）                                                 | 昆虫（森や林の虫）                                           | 2019.06.14-  | | [ 75 ]        |
| 8    | - ちびっこまじょのチット - （たんじあきこ）                                         | 恐竜（ティラノサウルス）                                     | 2019.07.26-  | | [ 76 ]        |
| 9    | - ブロロンどろろん - （高畠那生）                                                   | 星と星座（秋の星空）                                         | 2019.09.13-  | | [ 45 ]        |
| 10   | - ちっちゃなくしゃみ - （せきゆうこ）                                               | 乗りもの（新幹線・特急1）                                    | 2019.11.22-  | | [ 46 ]        |
| 11   | - くろねこちゃこのぼうけん - （相野谷由起）                                         | 動物（ねずみの仲間）                                         | 2020.01.10-  | | [ 77 ]        |
| 12   | - ともちゃんちのにんじゃねこ - （中垣ゆたか）                                       | 乗りもの（はたらく自動車1）                                  | 2020.03.20-  | | [ 78 ]        |
| 13   | - なっちゃんのえんそく - （かべやふよう）                                           | 星と星座（夏の星空）                                         | 2020.05.22-  | | [ 79 ]        |
| 14   | - エレファントバス - （もとやすけいじ）                                             | 科学の実験（おもしろ実験）                                   | 2020.07.17-  | | [ 80 ]        |
| 15   | - ただいま。 - （豊福まきこ）                                                       | 乗りもの（新幹線・特急2）                                    | 2020.09.18-  | | [ 81 ]        |
| 16   | - かぼちゃスープのおふろ - （柴田ケイコ）                                           | やさいとくだもの（秋・冬編）                                 | 2020.10.30-  | | [ 82 ]        |
| 17   | - ステーき 12のおいしいきのはなし - （はらぺこめがね）                              | 動物（コアラ・カンガルー）                                   | 2021.01.08-  | | [ 83 ]        |
| 18   | - ぐるぐるライオン - （さくらせかい）                                               | 危険生物（海外の動物・ヘビなど）                             | 2021.03.05-  | | [ 84 ]        |
| 19   | - チムとタムのたからさがし - （さかいさちえ）                                       | 花（春から初夏の花）                                         | 2021.04.16-  | | [ 85 ]        |
| 20   | - ズボンのヒモがケンカしたひのはなし - （若井麻奈美）                               | マクドナルド（50周年記念）                                   | 2021.07.09-  | | [ 86 ]        |
| 21   | - どっきりリサイクルショップ - （石川基子）                                         | 恐竜（トリケラトプス）                                       | 2021.09.03-  | | [ 87 ]        |
| 22   | - ぽんぽのだいじなともだち - （絵・ひらさわいっぺい、作・ますだみり）               | くらべる図鑑（生き物編）                                     | 2021.10.22-  | | [ 88 ]        |
| 23   | - みんなで!どう解く? - （文・やまざきひろし、絵・きむらよう、にさわだいらはるひと） | 乗りもの（はらたく自動車2）                                  | 2021.12.17-  | 『みんなで!どう解く?』はポプラ社とマクドナルドの「答えのない道徳の問題 どう解く?」プロジェクトの一環として展開されており、知識集団「QuizKnock」もかかわっている | [ 89 ]        |
| 24   | - せかいいちれいぎただしいかいじゅう ボンバルボン - （キューライス）                | ふしぎの図鑑（クイズブック）                                 | 2022.02.04-  | | [ 90 ]        |
| 25   | - おひっこし まるごと めいろとさがしっこ えほん - （どいまき）                      | 星と星座（春の星空）                                         | 2022.03.18-  | | [ 91 ]        |
| 26   | - はいたつやさん - （市原淳）                                                       | 水の生物（カニ・貝などのなかま）                             | 2022.05.20-  | |               |
| 27   | - さかなクンとうみのなかのがっこう - （原作・さかなクン、絵・つぼいじゅり）         | 岩石・鉱物・化石（化石特集）                                 | 2022.07.08-  | |               |
| 28   | - さがしっこえほんペンギンのトコトコ - （さかざきちはる）                           | 深海生物（深海魚特集）                                       | 2022.09.02ー | | [ 92 ]        |
| 29   | - すずめといす - （文・しんかいまこと、絵・うみしませんぼん）                       | 岩石・鉱物・化石（宝石・鉱物特集）                           | 2022.11.4ー  | 『すずめといす』は、アニメ映画『すずめの戸締まり』のスピンオフである                                                                                            | [ 93 ]        |
| 30   | - だいじょうぶだよ、ルナちゃん - （作：わだことみ、絵：まつくらくみこ）             | せかいの図鑑                                                 | 2022.12.23-  | | [ 94 ]        |
| 31   | - ワニくんのながいかお - （カワダクニコ）                                           | 図解 はじめての絵画                                          | 2023.2.10-   | 「ほんのハッピーセット」5周年記念で、うち『ワニくんのながいかお』は過去作品の再版である                                                                         | [ 95 ]        |
| 32   | - おわにさま - （きたがわめぐみ）                                                   | 分解する図鑑（身近な機械や道具）                             | 2023.3.17-   | | [ 96 ]        |
| 33   | - すえっこゴーゴちゃん - （いぬんこ）                                               | マークの図鑑（まちなか）                                     | 2023.5.19-   | | [ 97 ]        |
| 34   | - なってみたいななりたいな - （長谷川あかり）                                       | 動物（絶滅危惧種)                                            | 2023.7.14-   | | [ 98 ]        |
| 35   | - ロコのおつかい - （おおでゆかこ）                                                 | 宇宙（月）                                                   | 2023.9.1-    | | [ 99 ]        |
| 36   | - ひなちゃんとちいさなおともだち - （中村美遥）                                     | 水木しげるの妖怪ずかん                                       | 2023.10.20-  | | [ 100 ]       |
| 37   | - そうぞうのおともだちラジャー - （文：藤本 哲平、デザイン：加藤 寛之）             | まどあけずかん きょうりゅう 英語つき                         | 2023.12.8-   | | [ 101 ]       |
| 38   | - いちにちおこめ - （作/ふくべ あきひろ、絵/かわしま ななえ）                       | 乗りもの（はたらく自動車3）                                  | 2024.2.9-    | | [ 102 ]       |
| 39   | - かいけつゾロリ おたからいただき！大さくせん - （原作・原ゆたか）                  | 押したらどうなる？ボタンの図鑑                               | 2024.3.15-   | 『かいけつゾロリ おたからいただき!大さくせん』は出版元のポプラ社の意向により、日本全国2万校の小学校に寄贈される                                                 | [ 103 ]       |
| 40   | - チャレンジミッケ！スペシャル - (ウォルター・ウィック）                            | 生き物かくれんぼ                                             | 2024.5.17-   | | [ 104 ]       |
| 41   | - ちびっこがくだん おまつりにいく - (しまだともみ）                                 | 動物の赤ちゃん                                               | 2024.7.12-   | | [ 105 ]       |
| 42   | - とんでけ！ぷいぷい - （カナヘイ）                                                 | 水族館にいこう 海の生物 AR動画つき                           | 2024.8.30-   | | [ 106 ]       |
| 43   | - ぼくらニセなかよし - （出口かずみ）                                               | 全国ご当地人気キャラずかん AR動画つき                        | 2024.10.18-  | | [ 107 ]       |
| 44   | 銭天堂のまねきねこ （作/廣嶋玲子、絵/jyajya）                                       | 恐竜 白亜紀の恐竜 恐竜ARつき                                 | 2024.12.13‐  | | [ 108 ]       |
| 45   | でしいりすいぞくかん （コンドウアキ）                                               | 世界一まぎらわしい動物図鑑 クイズブック 動物お笑いAR動画つき | 2025.2.14‐   | | [ 109 ]       |
| 47   | ウマはかける （おうももようすけ）                                                   | 大ピンチずかん ミニ                                          | 2025.3.14－  | |               |
| 48   | トミカとトム ひみつのおりょうり （つむぱぱ）                                        | 本物の大きさ図鑑                                             | 2025.5.16ー  | |               |
| 49   | 知育シールパズル＆絵さがし たんけん!ハッピーセットオリジナル編                      | 地球の歩き方For Kids 世界一周の旅図鑑                        |              | |               |

| 通番 | 作品名（作者）            | 提供時期                | 備考 | 脚注   |
| ---- | ------------------------- | ----------------------- | --- | ------ |
| 1    | - 深海のサバイバル 特別編 | 2024年11月15日～12月6日 | 科学漫画サバイバルシリーズとのコラボレーションであり、スマートフォン向けゲームアプリとシール形式の図鑑が同梱されている | [ 67 ] |
| 2    | 水族館のサバイバル 特別編 | ２０２５年３月２１日～  | 科学漫画サバイバルシリーズとのコラボレーションであり、スマートフォン向けゲームアプリとシール形式の図鑑が同梱されている |        |

## 論争

### アメリカ合衆国におけるハッピーセット規制条例
アメリカでは、児童の食生活からくる肥満が深刻化し、対策が課題となっている。そうした背景から、おまけの玩具で購入の動機づけを行うハッピーセットも問題視されるようになった。2010年11月9日、カリフォルニア州サンフランシスコ市議会では、ハッピーセットを含む子供向けの高カロリーメニューの販売を規制する条例案を可決。条例ではカロリーと脂肪分を大幅に抑えるよう義務付けており、同市内のマクドナルドでは2011年12月より現行のセットメニューが発売できなくなった。しかしながらおまけのないメニューは条例の対象外であり、本来おまけであった玩具は少額追加により販売される形となった。一方でこの条例の影響により、献立自体もより健康的に改訂されたといわれる。

### 混雑・転売問題
玩具への人気の高さから、混雑が起きたり、転売する者が出てきた例もあった。
うち、2024年に展開された『星のカービィ』の玩具は発売早々すぐに売り切れ、転売も横行したほか、交通に支障が出る店舗もあった。フジニュースネットワークによると、転売に加え、我が子のために複数のハッピーセットを注文している保護者もいたという。
以上の混乱から、日本マクドナルドは3月第2週に予定していた同作とのコラボレーションを中止した。また、『星のカービィ』以降のハッピーセットや同作とマクドナルド以外の企業によるコラボレーションに際しては、混乱の再発を懸念する声もあった。他方、転売した者たちがあまり儲からなかったのではないかと見る向きもある。
また、2025年5月に展開された『マインクラフト ザ・ムービー』と『ちいかわ』（いずれも第1弾）の場合、発表時点から注目を集めており、当初の予定よりも早い5月19日までに第1弾の配布が終了した。日本マクドナルドも購入点数制限を設け、転売ほか営利目的での購入をしないよう注意喚起を行っていたが、転売する者もいた。また、食品が廃棄されていたという報告も寄せられ、物議をかもした。ニュースサイト「マグミクス」は、前述の『星のカービィ』のように早い段階で売り切れる例があったものの、今回はその傾向が極端に加速したと指摘しており、その背景としてどちらも大人にも人気があることを挙げ、「予想を上回る売れ行き」と「本来の顧客である子どもたちに届かない」という皮肉なジレンマになったと分析している。その後、「マグミクス」は読者からさらなる購入制限を設ける声や、大人向けのグッズとハッピーセットを分けてほしいといった声、制限を設けることへの難しさを指摘する声が寄せられたと述べている。5月23日には第2弾が展開され、第1弾と同様の購入制限が敷かれたものの、5月24日に販売終了となり、第3弾も取りやめとなった。

## 関連文献
- 別冊太陽『子どもの昭和史 おまけとふろく大図鑑』平凡社、1999年。ISBN 4-582-94323-3。